# Lago di Varese

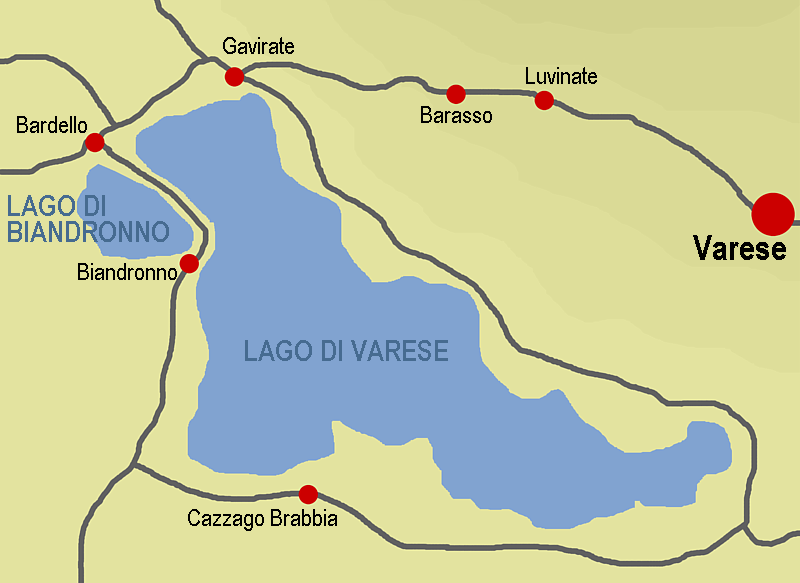
Karte des Lago di Varese

Der Lago di Varese ist ein See in der Lombardei, Italien, östlich des Lago Maggiore und westlich der gleichnamigen Stadt Varese. Trotz ihres Namens liegt das Stadtzentrum von Varese nicht direkt am Lago di Varese, sondern rund 5 Kilometer von diesem entfernt.

## Geographie
Der See hat eine Ausdehnung von 14,9 km² und liegt im Schnitt auf einer Höhe von 238 m s.l.m. Seine mittlere Tiefe beträgt 10,7 m, seine maximale Tiefe 26 m. Im Norden des ansonsten nur von kleineren Hügeln umrahmten Sees erhebt sich der 1226 m s.l.m. hohe Campo dei Fiori.
Südöstlich liegen die kleineren Seen Lago di Comabbio und Lago di Monate. Im See liegt die 9200 m² große Insel Isola Virginia, das dortige Steinzeitmuseum ist mittels Fährverkehr zu erreichen. Der See entstand infolge der letzten Eiszeit. 
Das Seeufer gehört zu den neun Kommunen Varese, Gavirate, Bardello, Cazzago Brabbia, Bodio Lomnago, Galliate Lombardo, Azzate und Buguggiate. Das Ufer des Sees ist dicht bewaldet und kaum besiedelt. Der einzige größere Uferort am Lago di Varese ist Biandronno.
An einem Bergrücken nördlich des Lago di Varese liegt der 2003 von der UNESCO zum Weltkulturerbe erklärte „Heilige Berg“ Sacro Monte di Varese.

## Sport
2012 fanden hier die Europameisterschaften im Rudern statt. Auch 2021 wurde der Wettkampf hier ausgetragen.